# 大鶴巻古墳

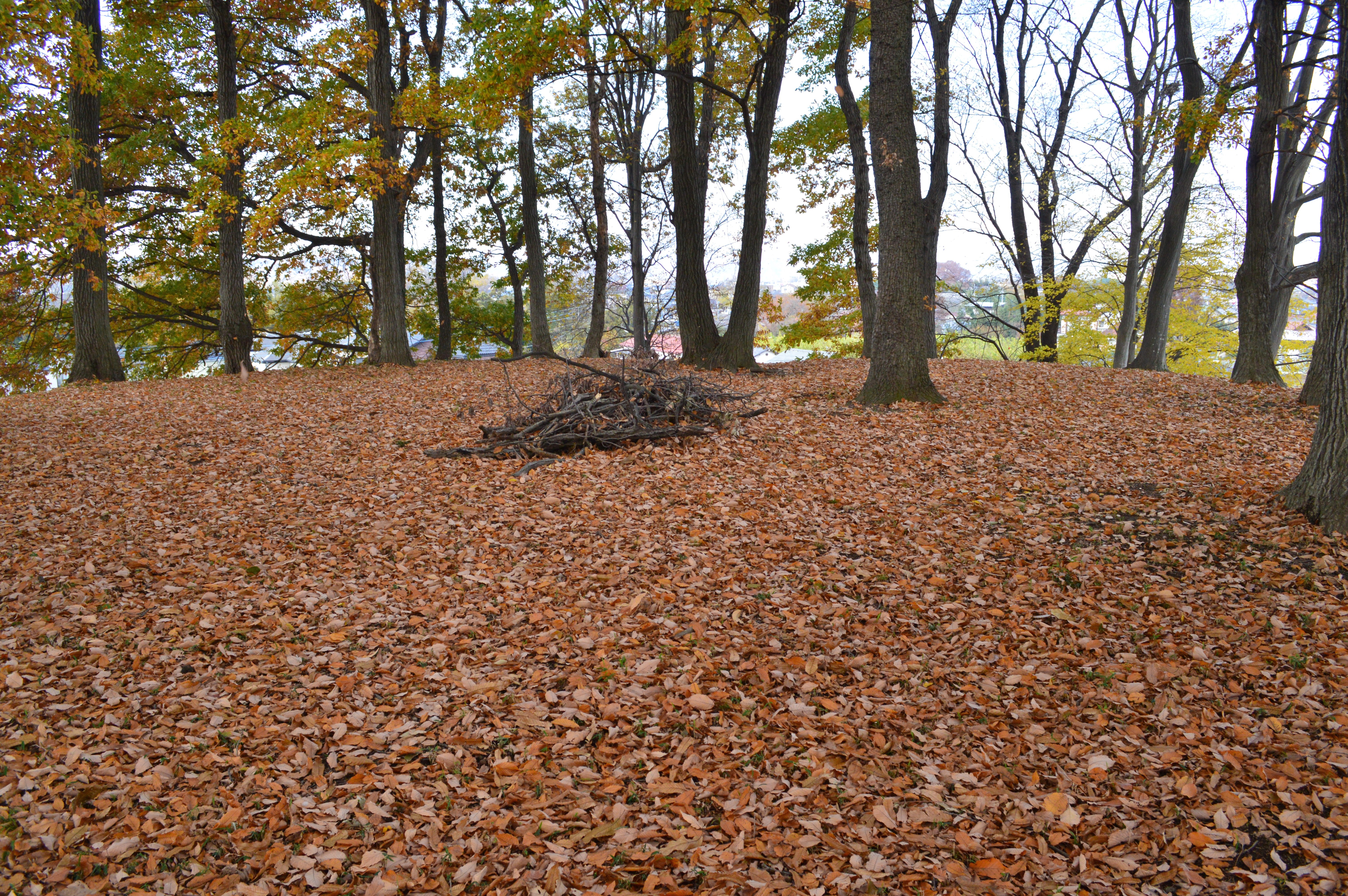
後円部墳頂

大鶴巻古墳（おおつるまきこふん）は、群馬県高崎市倉賀野町にある前方後円墳。国の史跡に指定されている。
本項では、大鶴巻古墳の北に位置する小鶴巻古墳についても併せて解説する。

## 概要
烏川左岸の台地上に立つ墳丘長123メートルの前方後円墳で、前方部を南南東に向けて築造されている。本古墳は、一帯に分布する倉賀野古墳群の構成古墳の1基で、周辺では後円部北側には墳丘を接するようにして小鶴巻古墳があるほか、北西約500メートルに浅間山古墳が築かれている。浅間山古墳（墳丘長171.5メートル）は、その築造当時では東日本最大規模の古墳であり、大鶴巻古墳・小鶴巻古墳とも浅間山古墳の3分の2、および2分の1の相似形で築かれたと見られている。
墳丘は2段築成とされるが、後円部に関しては3段築成とも推測されている。また、墳丘上では埴輪片や拳大の石が見られることから、埴輪列・葺石の存在が推定されている。埋葬施設の調査はなされておらず内部施設は明らかではないが、竪穴式石室であると考えられている。
古墳周囲に巡らされた周堀は盾型を成し、現在も地割りにその痕跡が見られることが指摘される。この周堀は後円部北側において部分的に狭くなっているが、これは小鶴巻古墳の造営に伴う改変と見られ、大鶴巻古墳・小鶴巻古墳の築造の順序を表すものとされる。
出土品として、円筒埴輪や鰭付き円筒埴輪があるが、これらは黒斑を有し突帯突出率も高いものになる。これら埴輪や墳丘・周堀の形状から、大鶴巻古墳は4世紀末から5世紀初頭にかけての築造と推定されている。

## 規模
- 墳丘長：123メートル[4]
- 後円部
  - 直径：72メートル
  - 高さ：10.5メートル
- 前方部
  - 長さ：51メートル
  - 幅：54メートル
  - 高さ：6.5メートル

## 小鶴巻古墳
小鶴巻古墳（こつるまきこふん）は、大鶴巻古墳の北側に隣接する前方後円墳。
古墳は大鶴巻古墳の周堀を削る形で築造されている。墳丘長87.5メートルで、墳形は浅間山古墳の2分の1相似形と見られている。
後円部墳頂において凝灰岩製刳抜式石棺が見つかっており、これを基に大鶴巻古墳に続く5世紀後半の築造と推定されている。

## 文化財

### 国の史跡
- 大鶴巻古墳 - 昭和2年4月8日指定[5]。